# Сторонній проєкт
Сторонній проєкт (англ. Side project) — музичний проєкт одного чи декількох виконавців вже відомих за їх участі в інших музичних колективах. Надає можливість приділити увагу іншій жанровій стилістиці.
Як правило, ці проєкти підкреслюють різні аспекти конкретного музиканта або інтересів колективу, коли вони розуміють що не можуть займатися іншим стилем у межах встановлених їх основним проєктом. Побічні проєкти згодом можуть стати основним напрямком гурту.